# Hal Davis
Harold Edward Davis (8 de febrero de 1933 – 18 de noviembre de 1998) fue un compositor y productor musical estadounidense, que desarrollo gran parte de su carrera en la compañía discográfica Motown Records. Fue una figura clave en el éxito del grupo The Jackson 5.

## Trayectoria profesional
Comenzó su carrera musical como cantante durante la adolescencia. Durante esos años, publicó algunos sencillos con sellos discográficos menores. En 1960 se mudó a Los Ángeles donde continuó su carrera como cantante, compaginándola cada vez más con la composición de canciones y la producción discográfica. Descubrió a la joven cantante Brenda Holloway, con la que realizó algunos duetos a comienzos de los 60.  También escribió y grabó con Jennell Hawkins.
En 1962 conoció a Berry Gordy, quien puso a Davis al frente de las operaciones de la Motown en Los Ángeles.  Trabajando con Marc Gordon, Davis pudo reproducir los elementos característicos del sonido de la Motown con músicos de Los Ángeles, y tuvo éxito con los discos de Brenda y Patrice Holloway. A mediados de la década de 1970, Stevie Wonder realizó una serie de grabaciones para su álbum Stevie at the Beach, incluido el sencillo "Hey Harmonica Man", coproducidas por Davis.  Escribió y produjo para los Jackson 5, éxitos como "I'll Be There", "Dancing Machine" y "Get It Toghether" y para Eddie Kendricks, el sencillo "Can I".
Davis también trabajó con Bette Midler, aunque el álbum que grabó para Motown en 1975, y que produjo Davis, nunca llegó a publicarse, Bobby Taylor & the Vancouvers, The Supremes, Gladys Knight & the Pips, Thelma Houston, Diana Ross, Florence Ballard, Mary Wilson, Marvin Gaye, Four Tops, Junior Walker y The Miracles.  Durante la era disco era, produjo éxitos de Diana Ross ("Love Hangover"), Thelma Houston ("Don't Leave Me This Way") y Syreeta ("Can't Shake Your Love").
Davis permaneció en la Motown hasta los años 90.Falleció en 1998, a los 65 años de edad.